# Hirofumi Yamauchi
Hirofumi Yamauchi (jap. 山内 寛史, Yamauchi Hirofumi; * 9. Februar 1995 in der Präfektur Saitama) ist ein japanischer Fußballspieler.

## Karriere
Hirofumi Yamauchi erlernte das Fußballspielen in der Jugendmannschaft vom Iruma Kaneko FC Maganda, in den Schulmannschaften der Reysol Soccer School Ome und der Tokyo Kokugakuin Kagayama High School sowie in der Universitätsmannschaft der Waseda-Universität. Seinen ersten Vertrag unterschrieb er 2017 bei Cerezo Osaka. Der Verein aus Osaka, einer Stadt in der Präfektur Osaka, spielte in der höchsten japanischen Liga, der J1 League. Die U23-Mannschaft des Vereins spielte in der dritten Liga, der J3 League. 2018 wurde er elfmal in der U23 eingesetzt. Von September 2018 bis Januar 2020 wurde er an den Zweitligisten FC Machida Zelvia ausgeliehen. Mit dem Klub aus Machida spielte er 25-mal in der zweiten Liga, der J2 League. Anfang 2020 kehrte er nach Osaka zurück. Im Oktober 2020 wechselte er ebenfalls auf Leihbasis zum Zweitligisten Montedio Yamagata. Für den Verein, der in der Präfektur Yamagata beheimatet ist, absolvierte er ein Zweitligaspiel. Nach Vertragsende bei Cerezo wechselte er im Februar 2021 zum Drittligisten FC Gifu.